# 기자 (고조선)
기자(箕子, 생몰년 미상)는 중국 상나라 문정(文丁)의 아들, 왕족이자 기자조선의 시조로 알려져 있는 전설상의 인물이다. 성은 자(子), 이름은 서여(胥餘) 또는 수유(須臾)이며, 기자는 작위명인 동시에 별칭이다. 상나라 말기에 왕족으로 태어나 주왕 제신 시기를 살았으며, 상나라가 주나라에게 멸망당하자 조선으로 망명하였다고 전해진다. 조선으로 망명한 후에는 조선의 군주가 되어 그의 후손이 1천여 년 동안 고조선을 다스렸다고 전해지나, 사실 여부는 논란이 많다.

## 생애
이덕무의 《앙엽기》(盎葉記), 이만운의 《기년아람》(紀年兒覽), 안정복의 《동사강목》(東史綱目)에 따르면 기자조선의 제1대 군주인 기자는 기원전 1126년부터 기원전 1082년까지 재위했다고 한다. 또한 그의 휘는 서여(胥餘) 또는 수유(須臾)였고 시호는 태조문성왕(太祖文聖王)이라고 한다. 그의 왕위는 장혜왕(송(松))이 승계받았다고 한다.
기자에 대한 전설은 ‘상나라의 왕족 기자’와 ‘기자동래설’의 두 가지로 나눌 수 있다.
기자는 상나라의 왕족으로 폭군 주왕의 친척이었다. 상나라의 태사(太師)로 관직에 있을 무렵 주왕이 폭정을 행하는 것을 보고 이를 그만둘 것을 간언하였다가 감옥에 갇혔다. 이에 기자는 거짓으로 미친 척하여 주왕은 그를 노비로 삼았다고 한다. 기원전 1122년에 상나라가 주나라 무왕에게 멸망당하고 기자를 석방하여 신하로 삼고자 하였으나 기자는 이를 거부하고 은둔하였다. 기자는 주나라의 무왕이 천도(天道)를 묻자 홍범구주(洪範九疇)를 진술하기도 하였다고 하며 기원전 1119년에 주나라 왕실에 조빙(朝聘)하였다고 한다.
한편, 기자동래설은 위의 기자 전설과 약간 다르다. 상나라가 멸망하자 기자는 주나라의 신하가 되는 것을 거부하고 조선으로 망명하였으며 이에 주나라 무왕은 기자를 조선에 봉하였다고 한다. 기자는 5천여 명의 무리와 함께 조선으로 와서 조선의 백성들에게 문명을 가르쳤다고 한다. 일부 기록에서는 기자가 건너오자 원래 조선의 군주였던 단군이 기자를 피해 장당경으로 옮겨 갔다고 나타난다. 기자는 평양에 도읍을 두고 8조의 법금을 베풀어 나라를 다스렸다. 또한 정전제(井田制)를 실시하고 농사짓는 법과 누에치는 법을 가르쳐 백성들이 기뻐했다고 한다.
기자의 사망한 시기는 정확하게 알 수 없으나 홍만종의 《동국역대총목(東國歷代總目)》에는 《진조통기(震朝通紀)》라는 작자 미상의 서적을 인용하여 기원전 1083년(무오년)에 93세로 사망하였다고 기록하고 있다.

## 기자동래설
기자동래설이란 기자가 상나라가 멸망한 이후 동쪽으로 망명해와 고조선의 왕이 되어 1000여 년 동안 다스렸다는 전설이다. 기자동래설은 대체로 한나라(기원전 2세기) 이후의 문헌에서 집중적으로 나타난다. 한나라 이전의 문헌(선진문헌{先秦文獻})에는 기자가 주나라의 지배를 거부하고 은둔하였던 사실만 기록하고 있으며, 그 이후 기자의 삶은 거의 나타나지 않는다.

### 생성과 발전
기자동래설이 나타나는 최초의 문헌은 《상서대전(尙書大典)》과 《사기》이다. 《상서대전》은 중국 최초의 역사서로 평가되는 《상서》에 주석과 본문을 추가한 유교 경전으로 한나라 이전의 《상서》에는 나타나지 않는 기자동래설이 추가되어 있다. 《상서대전》에 따르면 기자는 주나라의 지배를 거부하고 조선으로 망명하였다고 하며 주나라 무왕은 이를 듣고 기자를 조선에 봉하였다고 한다. 한편 《사기》 〈송미자세가〉에도 기자가 조선의 군주가 되었다고 기록되어 있는데 《상서대전》과 반대로 무왕이 기자를 조선에 봉하여 기자가 조선에 가서 나라를 일으켰다고 한다. 이러한 두 문헌의 차이는 이후 기자가 스스로의 힘으로 조선을 세웠는지, 아니면 주나라의 제후국으로 조선을 세웠는지를 놓고 논쟁이 벌어지는 원인이 되었다. 이후 《한서》와 《삼국지》에서 계속해서 기자동래설을 기록하는 한편 기자 이후의 고조선 역사에 대해서도 기자와 연관시켜 기록하였다.
이러한 기자동래설에 대한 기본 문헌들이 성립되자 이후부터 기자동래설의 사실 여부와 관계없이 기자를 조선의 군주로 숭상하는 경향이 많아졌다. 삼국시대에도 고구려가 기자에게 제사를 지냈다고 하며 신라의 최치원도 기자동래설을 긍정하였다. 고려시대에는 유교가 통치 이념으로 점차 굳어져 가면서 한국 유교문화의 시원적 존재로 기자에 대한 숭배가 강화되었다. 그 결과 1102년에는 평양에 기자사당이 세워져 국가의 제사를 받았으며 기자의 묘까지 만들어졌다. 이후 조선 초기에는 단군과 기자가 나란히 국조로 숭상되었으며 《동국사략》에서 단군조선·기자조선·위만조선의 삼조선으로 이어지는 체계를 정립하면서 기자조선이라는 왕조가 확고하게 자리잡았다. 성리학이 발달하면서 사림에 의해 기자 존숭 의식은 더욱 발전하였고, 이이의 《기자실기(箕子實記)》와 같은 기자를 존숭하는 서적까지 편찬되었다. 개항기 이후에도 기자에 대한 존숭 의식은 계속되었으나 자주성을 강조하기 위해 기자가 무왕에 의해 조선의 군주로 책봉된 것이 아니라 기자가 조선의 군주가 되고 난 후에 무왕이 책봉하였다는 해석이 지배적이 되었다.

### 기자동래설에 대한 비판
기자동래설은 삼국시대 이래 오랫동안 사실로 여겨왔으나 현대에 들어서는 많은 비판을 받아 사실이 아닌 조작이라는 주장이 지배적이다. 특히 기자에 관한 문헌을 분석한 결과 한나라 이전 문헌에서는 기자가 조선으로 갔다는 내용이 없고, 한나라가 고조선을 멸망시킬 무렵부터 나타나기 시작한 점이 중요한 근거가 된다. 또한 고고학적으로도 고조선과 상나라·주나라의 문화가 명백하게 차이를 보이는 점도 중요한 근거다. 평양에는 기자와 관련된 유적들이 존재하는데, 실제 고고학적으로 평양의 유적들은 고려·조선시대에 만들었다는 게 이 주장을 뒷받침한다.
기자동래설이 등장한 배경으로는 보통 중국 특유의 중화의식을 지적한다. 고대 중국은 주변 이민족을 기록할 때 항상 중국 고대 인물의 후손으로 기록하였다. 이러한 배경 아래에서 조선의 시조를 기자로 간주하는 시각이 있었다고 본다. 또한 이러한 중국 측 시각에 편승하여 주변 이민족들이 자신들의 시조를 중국의 고대 인물이라 주장하는 모화(慕華) 의식이 많이 나타나는데, 삼국시대 이후로 나타난 기자 존숭 의식도 이와 같은 것이라고 해석한다.
한편 기자동래설에 관해 일부분 긍정하는 주장도 존재한다. 중국 허베이성 동부와 랴오닝성 서부에 해당하는 요서 지방에는 기(箕)라는 명문을 새긴 청동기를 많이 발견했다. 고고학적으로 이들을 기자와 관련된 종족으로 보는데 이들이 점차 동쪽으로 이주하면서 고조선의 지배계층을 대체하거나 합쳤다는 견해다. 기자 혹은 기자족이 동쪽으로 이동한 사실을 긍정하면서 기자가 기자조선이라는 국가를 성립한 게 아니지만 후에 기자와 관련된 인물이 조선의 지배층이 되면서 기자조선 전설로 발전하였다는 견해도 있다. 다만 굉장히 점진적으로 변화한다는 한계가 있으며, 기후라고 새겨진 청동기는 고조선의 초기 중심지로 추정되는 요서가 아닌 산둥성을 위주로 다른 주변국과 부족의 명칭이 새겨진 청동기와 섞여서 출토되기 때문에, 이는 출토된 지역에 국가를 형성했다기 보다는 교역이나 이주 등으로 인해 우연히 '기후'명 청동기가 입수되었을 가능성에 더 가깝다고 할 수 있다.
일부 재야사학자들은 기자 또는 기자의 후손이 고조선의 일부인 번조선의 왕이 되었고, 이 때문에 기자조선 전설이 생겼다고 주장하기도 한다. 그러나 이러한 견해는 대부분 《환단고기》와 같은 위서에 근거하고 있기 때문에 한국사학계에서는 인정하지 않는다.

### 평가
기자동래설은 현재 한국사학계에서 사실이 아니라고 평가된다. 하지만 기자동래설이 삼국시대 이후 한국사에서 차지하는 비중이 매우 크기 때문에 그 영향에 대해서는 다양한 평가가 존재한다. 대체로 이른 시기부터 한국이 중국의 문물을 수용하여 중국에 못지않게 문명국이었다는 것을 내세우려는 상징으로 기자 존숭이 나타났다고 보는 것이 일반적이다.

## 기자 한민족(韓民族)설
이 주장은 기자가 조선을 건국한 것은 맞지만 기자는 중국인이 아니며 한민족이라는 설이다. 이를 주장하는 학자로는 천관우, 이상시, 이병도 등이 있으며 그 주요 내용은 아래와 같다.
- 중국 산서성 태곡현 일대에 동이가 세운 기국이 이미 존재하였고, 주나라의 압력을 받아 동방으로 이동하였고, 동진을 계속하여 대동강 유역에 이르렀다는 주장(천관우).
- 그 내용은 기존의 사서를 따르지만, 동래한 기자는 중국인이 아닌 동이의 인물이라는 주장(이상시).
- '한씨 조선설' - 고조선에 기원한 한후(韓候)가 요서로부터 아사달로 이동, 지배세력이 되었다는 주장(이병도).

## 기타
- 그는 한국 민간과 무속에서 군왕신(君王神)의 하나로 모셔지며, ‘기자신’(箕子神)이라 부른다. 평양과 황해도 지역의 무속신으로 주로 숭배되었다.
- 1763년 윤치정의 지인에 의해 애민여자(愛民如子)라고 쓴 기자의 친필 서신이 한 산사에서 발견되었다. 이는 한국 전쟁을 겪으면서 실전되었다.

## 같이 보기
- 기자조선
- 단군조선
- 위만조선
- 고조선
- 기자지
- 기 (성씨)
- 단군

## 참고 문헌
- 《기자실기》(箕子實記) : 율곡 이이 저
- 안정복의 《동사강목》(東史綱目)
- 이덕무의 《앙엽기》(盎葉記) - 국가지식포털 한국고전번역원 - 기자조선 계보
- 이만운의 《기년아람》(紀年兒覽) - 권5 기자조선
- 청주 한씨 중앙종친회 기자조선 왕위 계보